# Малахова (Ошибское сельское поселение)
Малахова — деревня в Кудымкарском районе Пермского края. Входила в состав Ошибского сельского поселения. Располагается на реке Муткыльта севернее от города Кудымкара. Расстояние до районного центра составляет 45 км. По данным Всероссийской переписи населения 2010 года, в деревне проживало 15 человек (7 мужчин и 8 женщин).

## История
По данным на 1 июля 1963 года, в деревне проживало 72 человека. Населённый пункт входил в состав Трапезниковского сельсовета.